# Boteh
Pour les articles homonymes, voir Buta (homonymie).

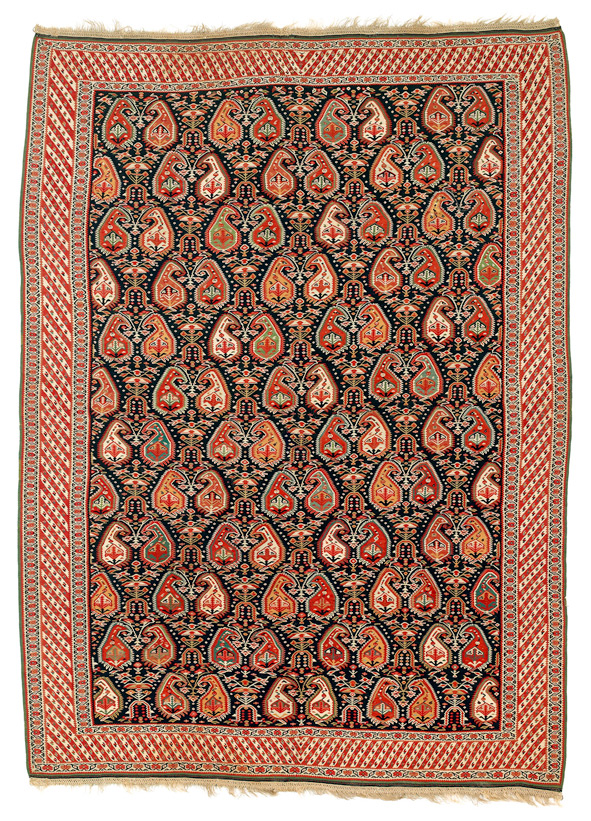
Sehna Kilim avec motif de buta, Kurdistan iranien, première moitié du XIXe siècle.

Le boteh (persan : بته), plus couramment appelé boteh jegheh (بته‌جقه), également connu comme buta (terme utilisé en Azerbaïdjan et au Cachemire indien), est un motif ornemental en forme d'amande, de pomme de pin, ou de larme à la pointe incurvée. Bien que d'origine persane, il s'est répandu depuis le XVIe siècle via la route de la soie, en Inde, en Azerbaïdjan, en Turquie et dans d'autres pays du Proche-Orient. Par l'intermédiaire des châles du Cachemire, il s'est répandu en Europe au XVIIe siècle. Les motifs qui l'utilisent sont connus depuis les années 1960 pendant la mode psychédélique, dans le monde anglophone, sous le nom de paisleys, car la ville écossaise de Paisley était un centre majeur de leur fabrication.
Dans l'ornementation asiatique ces motifs sont généralement placés en rangées ordonnées, bien que, en particulier en Inde, ils puissent apparaître dans différentes tailles, couleurs et orientations, ce qui est également caractéristique des motifs cachemire européens.

## Histoire et symbolique

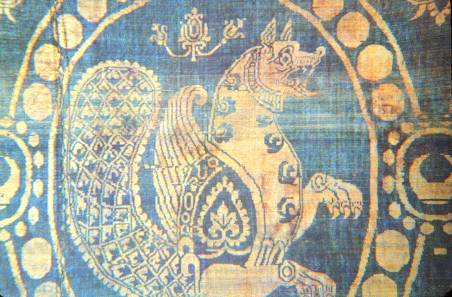
Soie sassanide représentant Simorgh, dont la forme de l'aile est proche du boteh

Ce motif est utilisé dans le culte de Mithra et est associé au zoroastrisme. Selon un article publié en 1999 dans le périodique Nashr-e Danesh, vol.16, no. 4, 1378 (du calendrier persan), les plus anciennes traces connues sont dans les arts scythes et achéménides, alors utilisé pour les ailes de Homa et Senmurv (Simorgh?). Il n'était pas utilisé pour les tapis à l'origine, mais sur les couronnes des rois.
Certains spécialistes[Lesquels ?] considèrent que le buta est la convergence d'une gerbe florale stylisée et d'un cyprès : un symbole zoroastrien de vie et d'éternité. Le cèdre « courbé » est signe de force et de résistance mais aussi de modestie. Le motif floral est originaire de la dynastie sassanide (224-651) et plus tard de la dynastie séfévide de Perse (1501-1736) ; il était un motif textile majeur en Iran pendant les dynasties Kadjar et Pahlavi. À cette époque, le motif était utilisé pour décorer les insignes royaux, les couronnes et les vêtements de cour, ainsi que les textiles utilisés par la population en général[réf. souhaitée].
C'est devenu plus récemment un motif important du termeh, et des tapis de Yazd et Kerman en Iran, ainsi que des foulards du Cachemire, au Nord du sous-continent indien.
En Inde, le boteh a été associé à la mangue, fruit symbole de fertilité. Cette signification se déploie dans diverses appellations données à ce motif, telles que Kairi ou « Mangue immature » en hindousthani, Mankolam ou « Motif de mangue » en tamoul. À Bénarès, il peut être aussi appelé Kalaṅga ou « Plume », en référence à la plume de paon dont est couronné Krishna. Au Cachemire, il peut être également nommé Badam ou « Amande » et Turanj « Fruit de citrus ».
Les conceptions persanes et d'Asie centrale disposent habituellement les motifs en rangées ordonnées, sur un fond uni.

## Utilisations
Ces motifs peuvent encore être trouvés sur les tapis persans, les tapis azerbaïdjanais, les châles et textiles kalaghai, les peintures décoratives du monde iranien et comme motifs architecturaux.

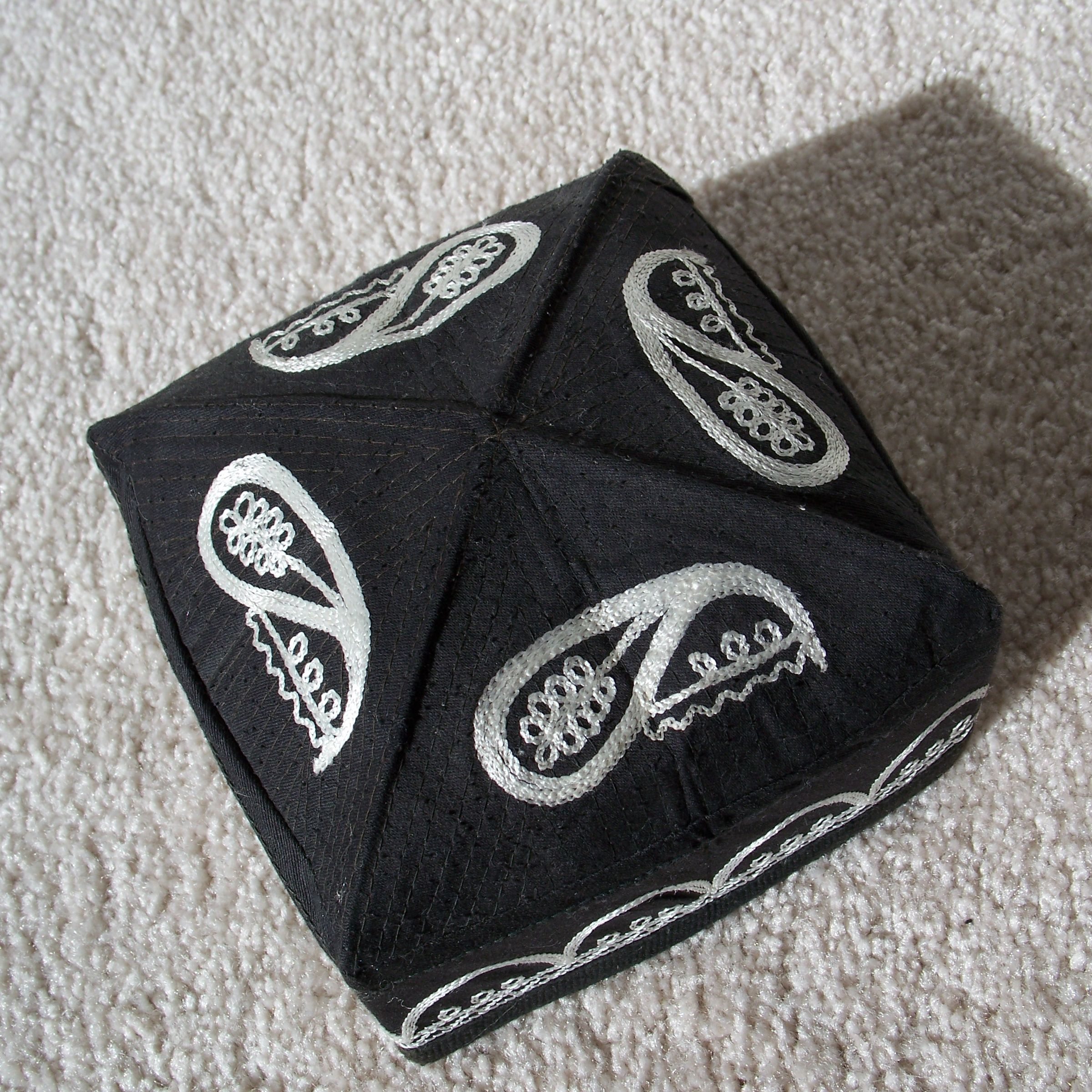
chapeau contemporain tajik de style do'ppi.

Il est tissé à l'aide de fils d'or ou d'argent sur de la soie ou d'autres textiles de haute qualité pour les cadeaux, les mariages et les occasions spéciales. En Iran et en Ouzbékistan, son utilisation va au-delà des vêtements, avec des peintures, des bijoux, des fresques, des rideaux, des nappes, des courtepointes, des tapis, des aménagements de jardins et des poteries arborant également le motif boteh. En Ouzbékistan et Tajikistan, l'article le plus fréquemment orné de ce motif est le bonnet traditionnel doʻppi (uz).
Dans l'État indien du Tamil Nadu, le māṅgā mālai (மாங்கா மாலை; « guirlande de mange » ou « collier de mangue ») avec les boucles d'oreilles assorties est traditionnellement porté par des femmes de certaines communautés du sud de l'Inde, notamment les devadâsîs ou bayadères, danseuses de bharata natyam. Le buta est aussi un élément important des saris de soie de Kanchipuram (dits aussi « saris de Kanjivaram »),. Il a parfois été associé à l'hindouisme.
Des motifs boteh peuvent apparaître sur des tapis azerbaïdjanais, des kalaghai et des textiles, des peintures décoratives d'Azerbaïdjan et également dans les décorations de monuments architecturaux. Ce motif est considéré comme le plus ancien parmi tous les ornements nationaux de l'Azerbaïdjan. Il existe de nombreux articles imprimés décorés uniquement avec du buta. Le buta apparaît aussi dans le logo de la Coupe du monde féminine de football des moins de 17 ans 2012, qui a eu lieu en Azerbaïdjan.

## Galerie

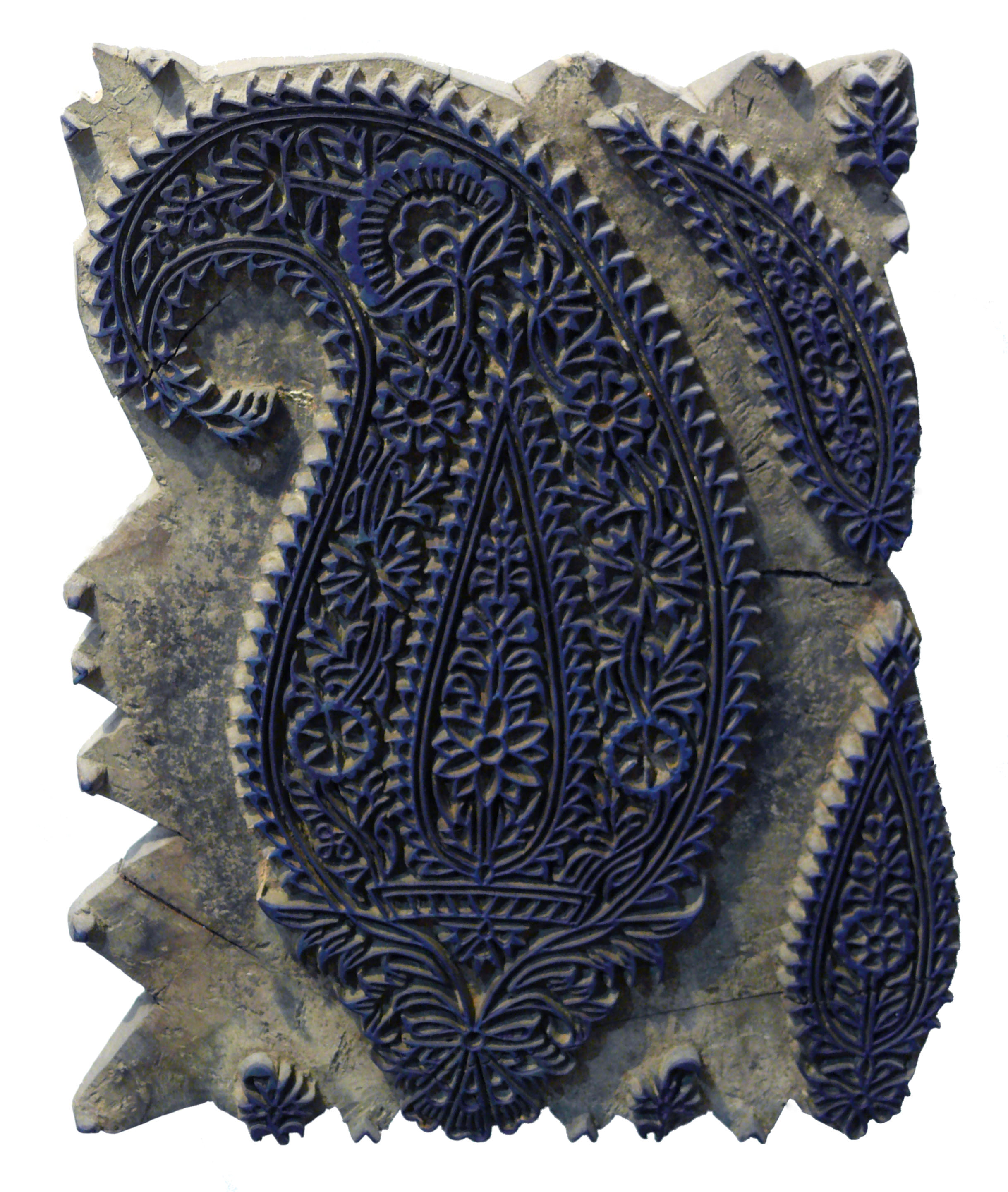
Matrice xylogravée pour l'impression textile de motifs boteh traditionnels, Ispahan (Iran).
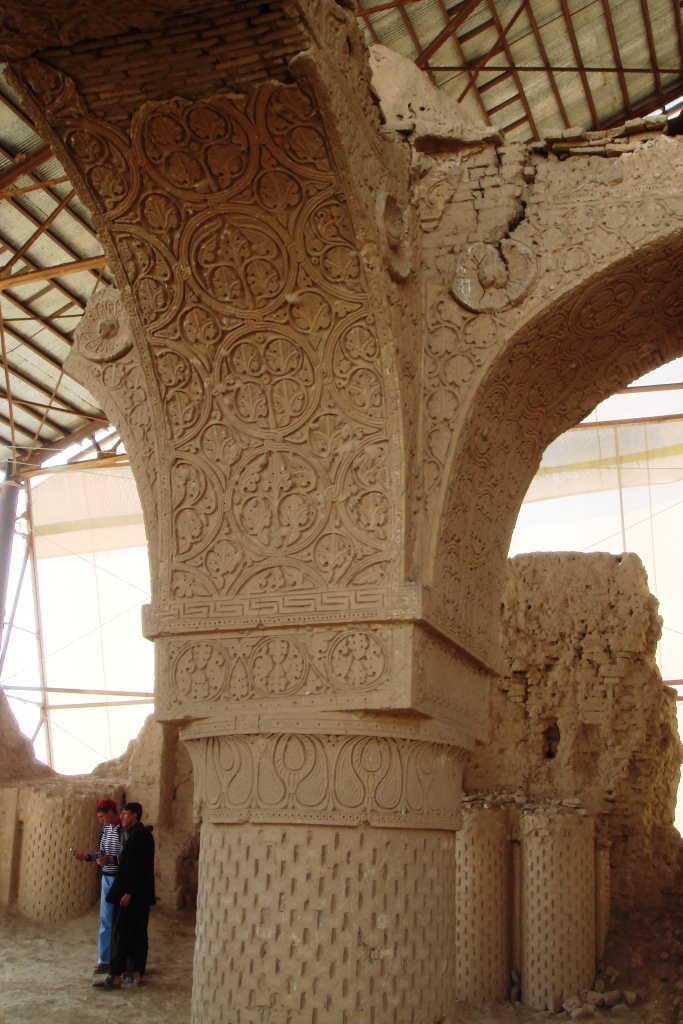
Utilisation du motif boteh, sur la mosquée Haji Piyada (IXe siècle), Afghanistan
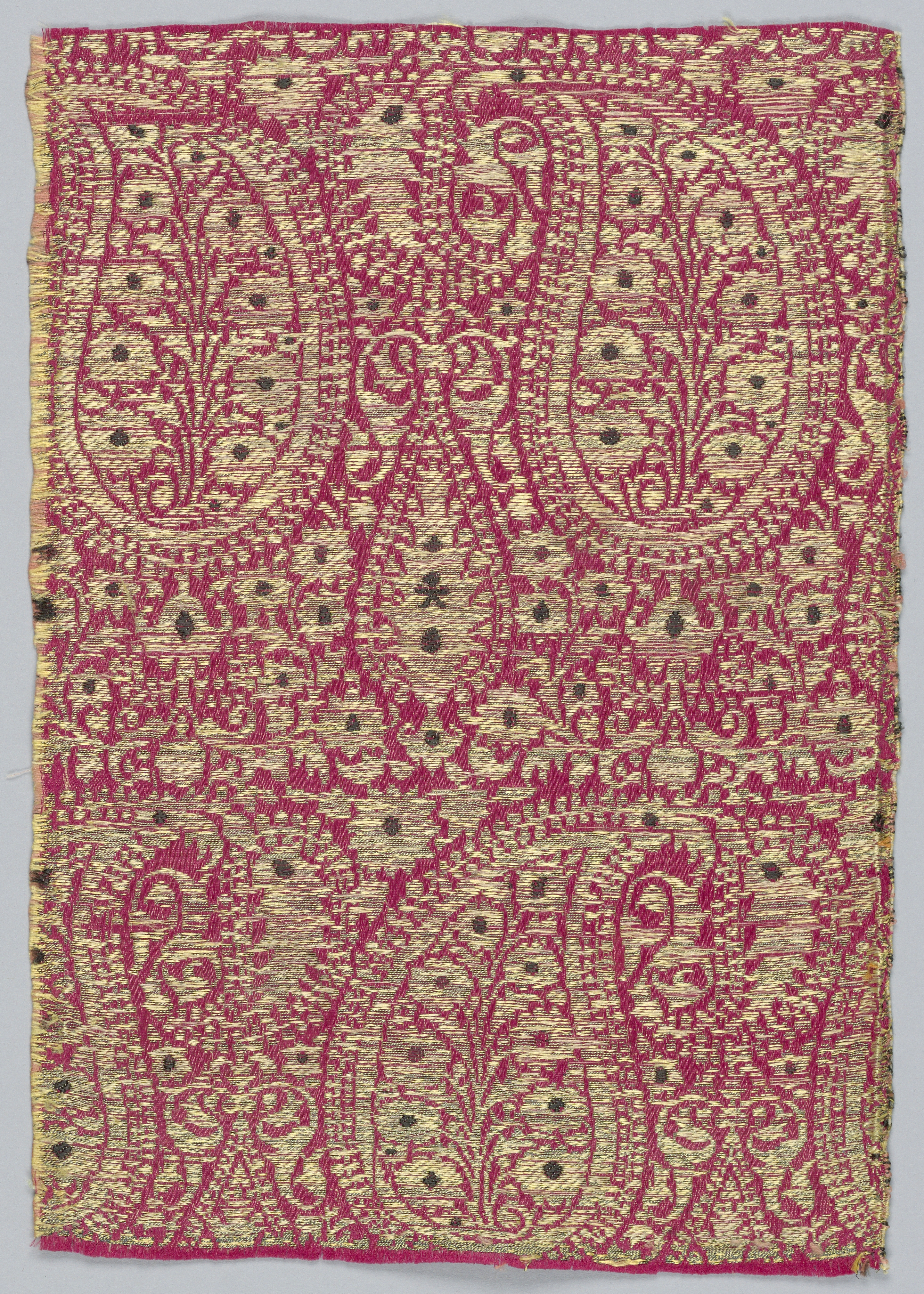
Fragment de textile comportant des Boteh, Iran, XVIIIe siècle
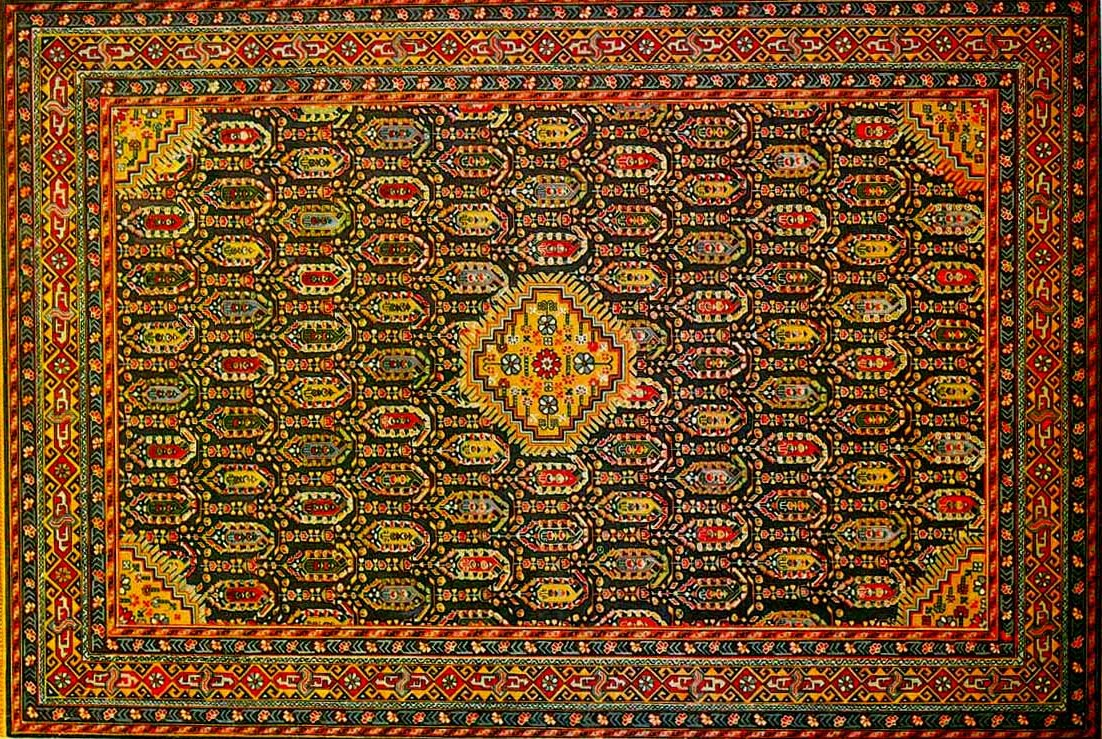
Buta sur un tapis azerbaïdjanais du XVIIIe siècle (Musée national du tapis de Bakou).
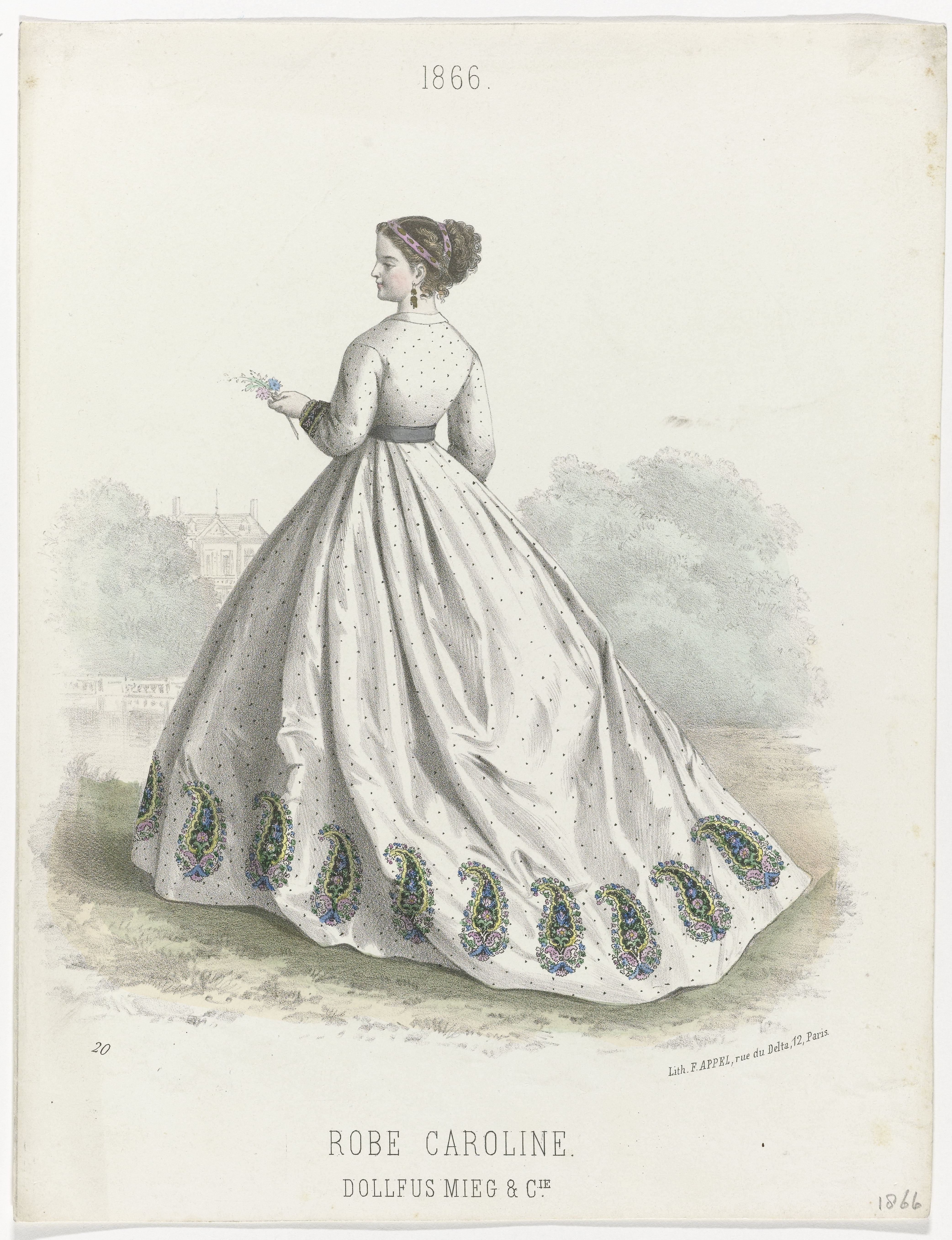
Robe imprimée de ce motif à Paris en 1866.
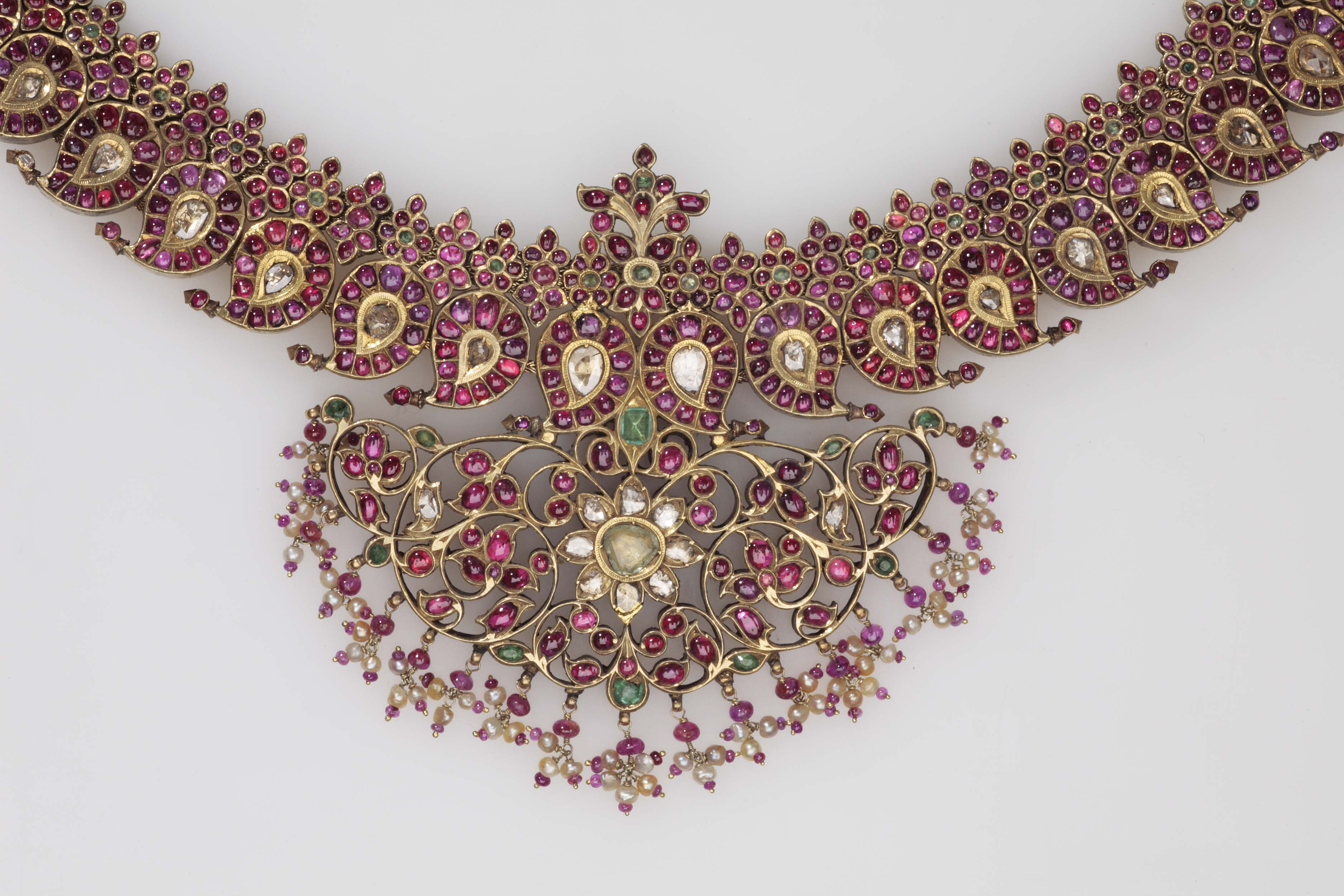
Un Manga malai du XIXe siècle en provenance d'Inde méridionale (Tamil Nadu), Collections Khalili.
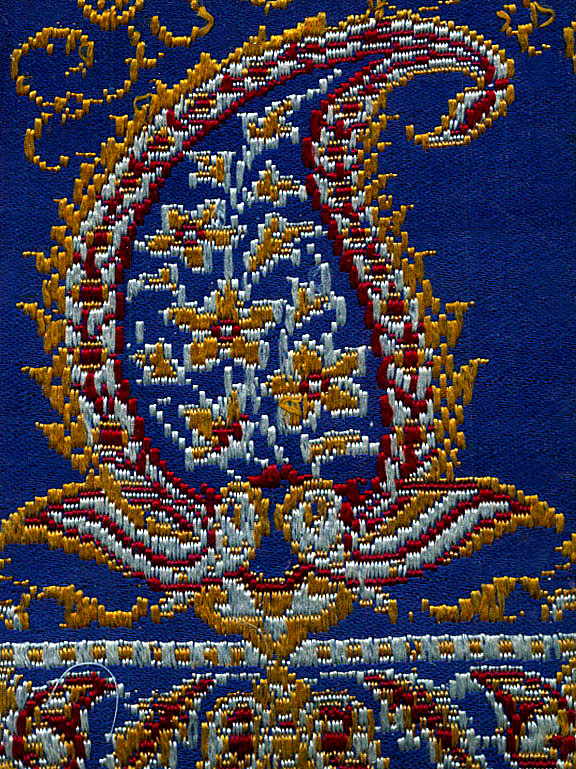
Brocart de soie persan de la dynastie Pahlavi (1925 — 1979).
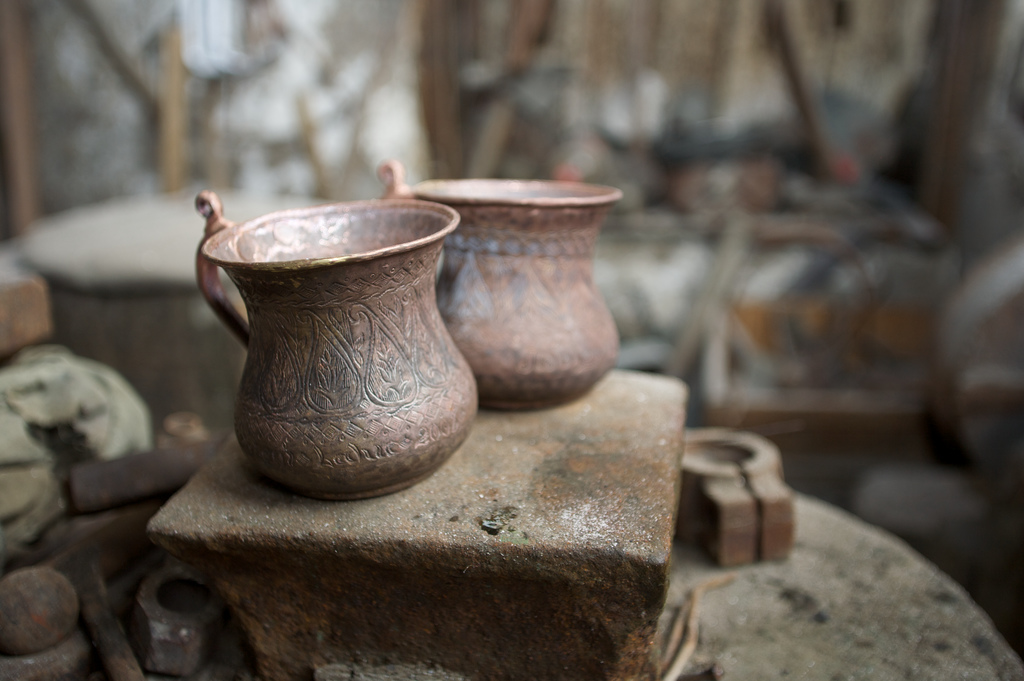
Boteh sur des objets en cuivre à Lahidj (Azerbaijan)
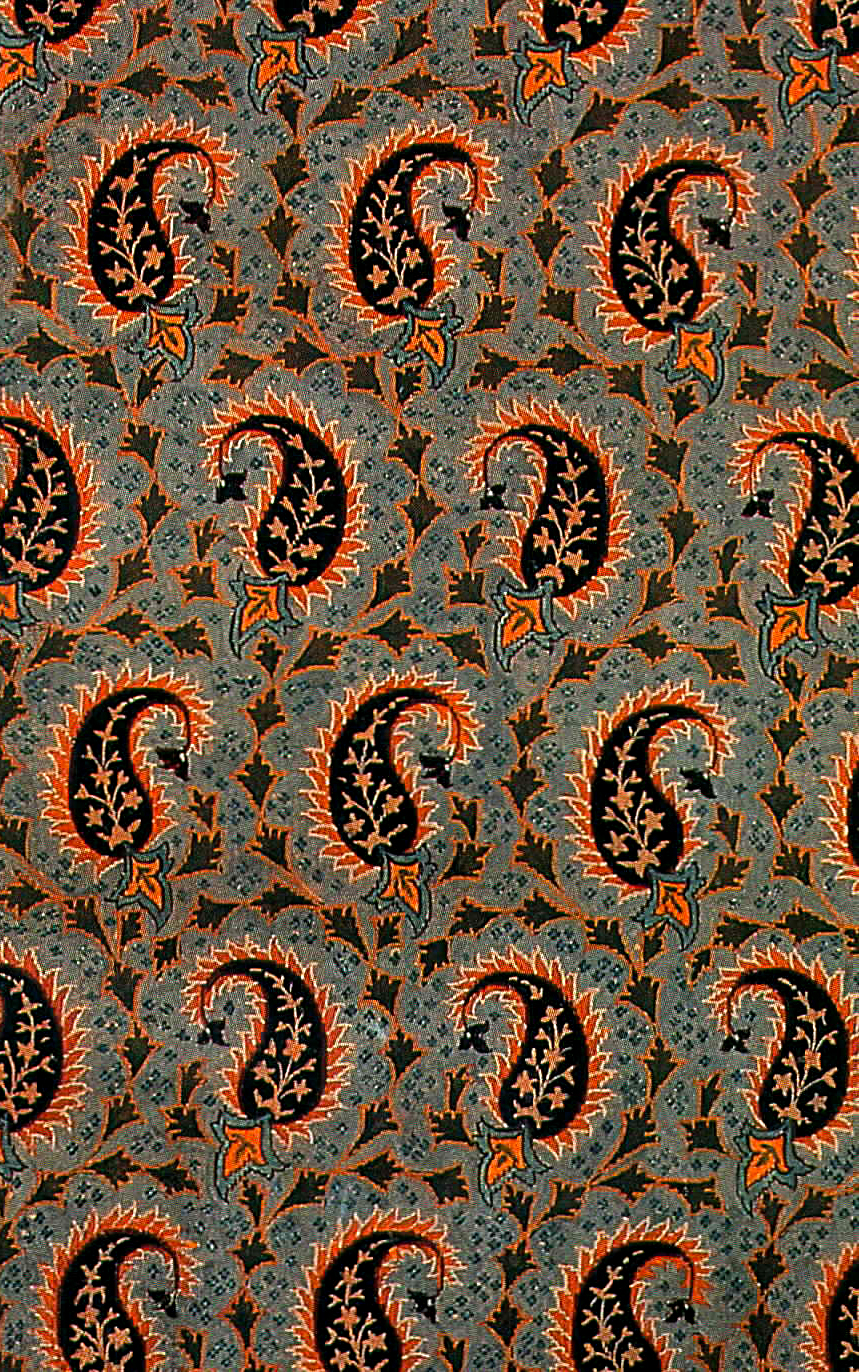
Brocart de soie perse orné de fil d'or, tissé en 1939.
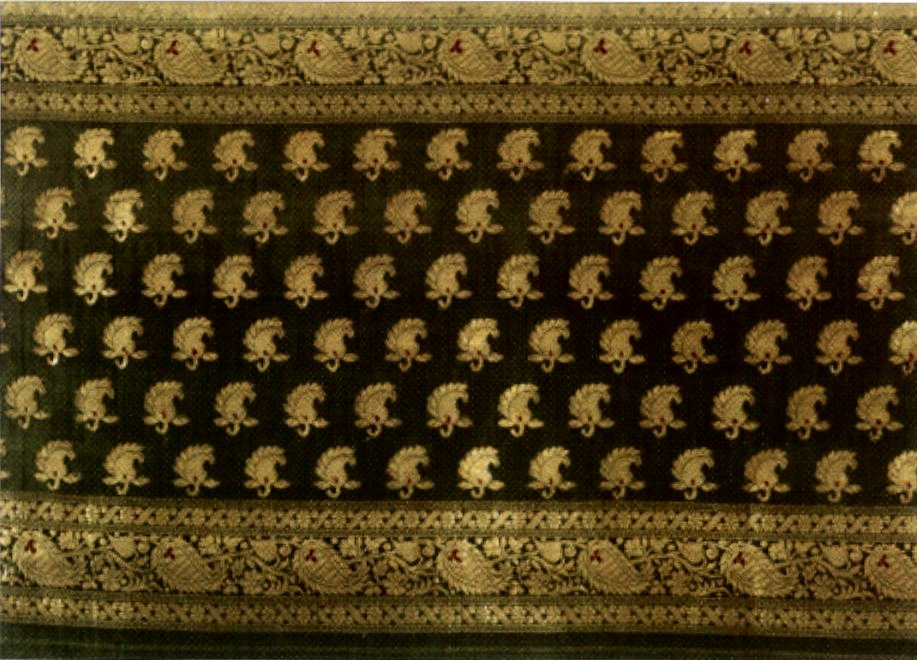
Brocart de soie travaillé en Zari, manufacturé à Bénarès en Inde septentrionale, début du XXe siècle (Honolulu Academy of Arts).
Portrait du russe Maxime Gorki portant un tubeteika (en) avec boteh et du Géorgien, Joseph Staline
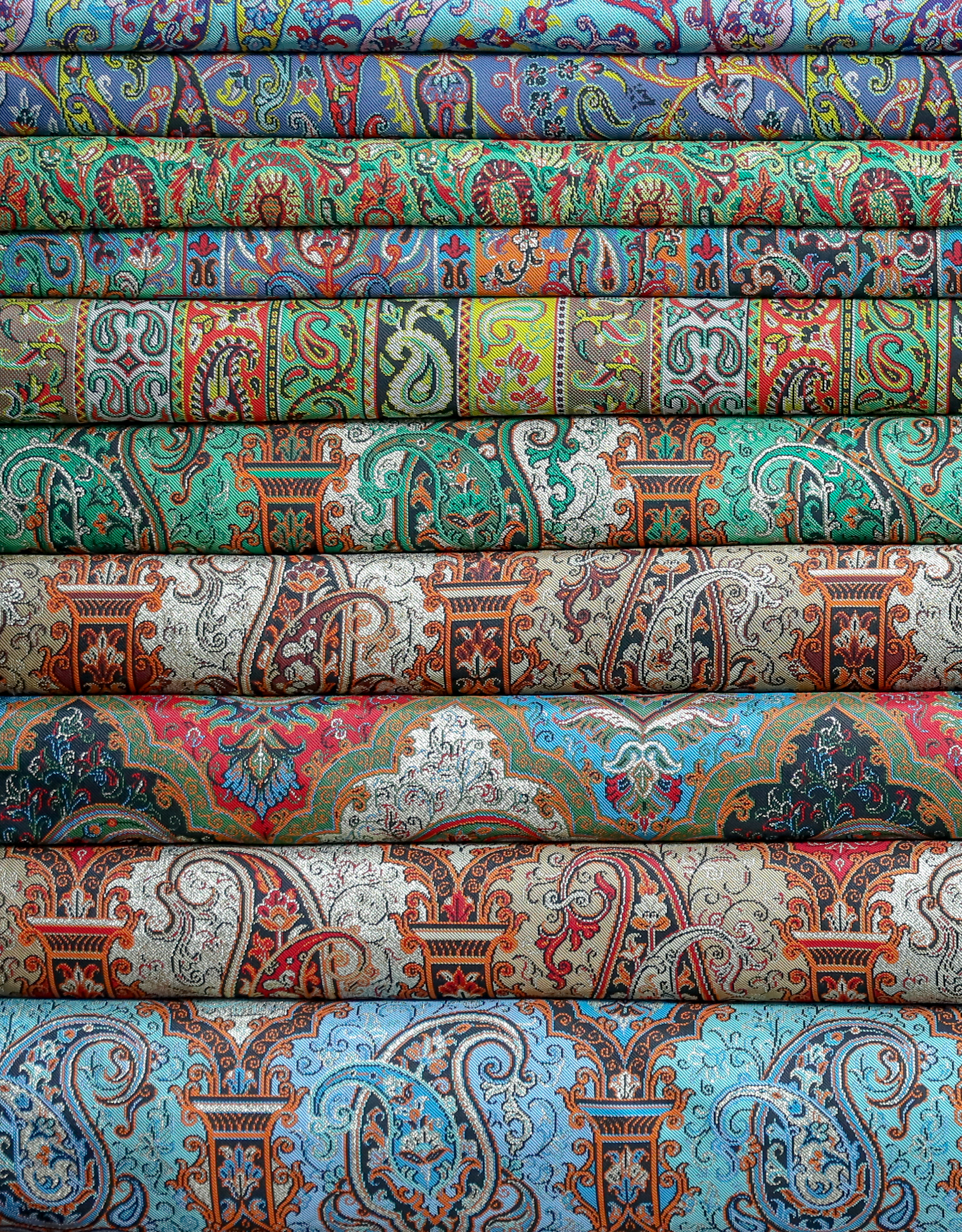
Pile de termeh à Yazd, comportant des boteh.
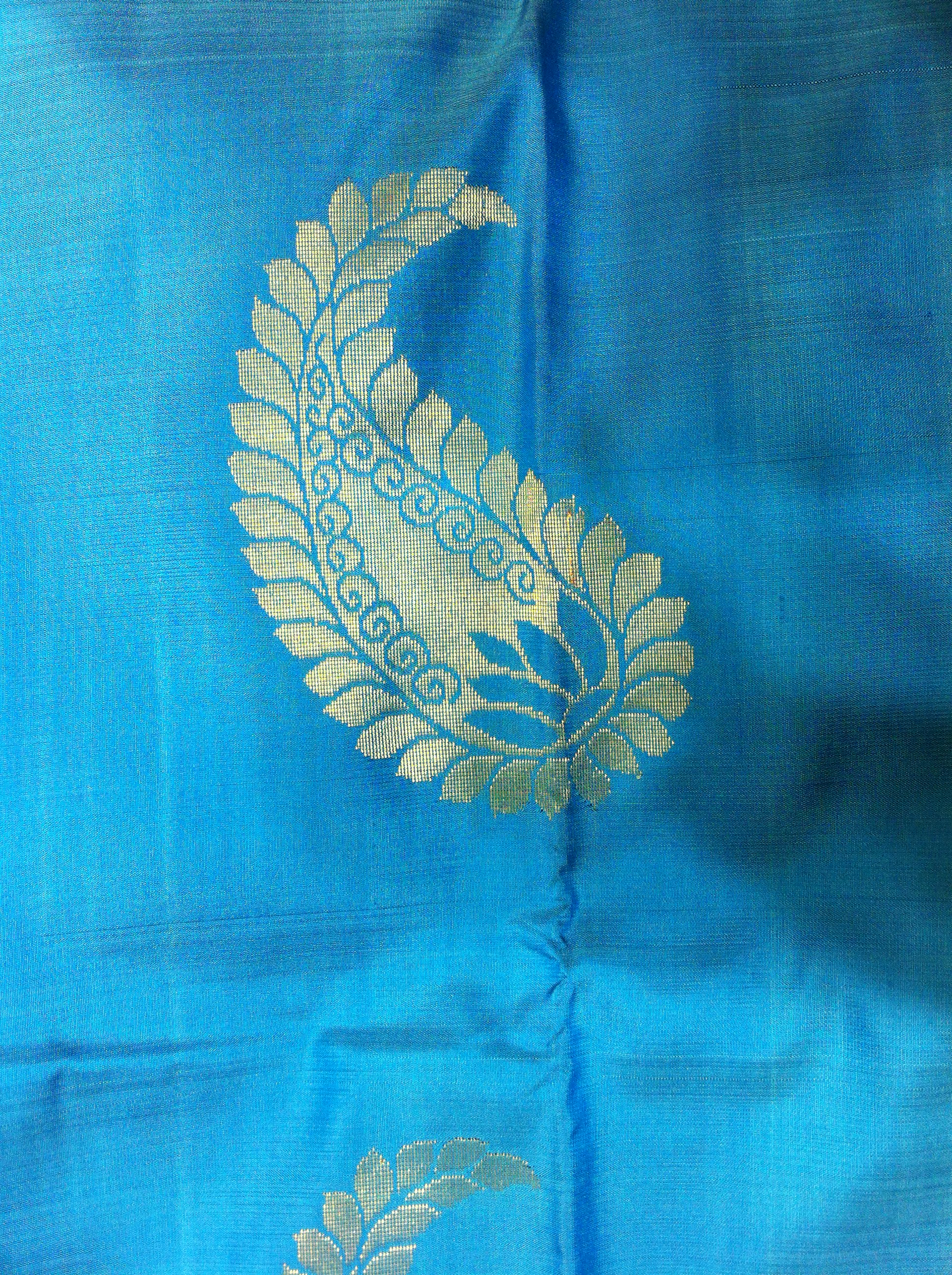
Manga butu ou Mankolam (Boteh) sur un sari de soie de Kanchipuram.

## Sources
- (en) F. Petri «Origin of the Book of the Dead Angient Egipt». 1926. June part 2 с 41-45
- (ru) С. Ашурбейли «Новые изыскания по истории Баку и Девичьей башни» Альманах искусств 1972 г, С.Ашурбейли «О датировке и назначении Гыз галасы в крепости» Элм. 1974 г.